# Gant-Wevelgem 2005
La Gant-Wevelgem 2005 fou la 67a edició de la cursa ciclista Gant-Wevelgem i es va disputar el 6 d'abril de 2005 sobre una distància de 208 km. El vencedor fou el belga Nico Mattan (Davitamon-Lotto), que s'imposà amb dos segons d'avantatge sobre el català Joan Antoni Flecha (Fassa Bortolo). El director esportiu del Fassa Bortolo, Giancarlo Ferretti, va interposar una reclamació després de la cursa, queixant-se que Mattan s'havia aprofitat del rebuf dels vehicles de premsa i suport per atrapar Flecha en els instants finals de la cursa. Els comissaris de l'UCI van atribuir-ne la culpa als conductors dels vehicles i van mantenir Mattan com a guanyador.

## Recorregut
En aquesta edició el recorregut parteix de Deinze per dirigir-se fins a Oostende, a la costa belga. D'aquí el recorregut segueix la costa cap a França, fins a De Panne, on gira cap al sud, en paral·lel a la frontera francesa fins a trobar els monts de Flandes, on s'hauran de superar dues vegades les cotes del Monteberg i Kemmelberg. Els darrers 30 quilòmetres són plans fins a Wevelgem.

## Equips participants
| Núm.    | Codi | Equip                       |
| ------- | ---- | --------------------------- |
| 1-8     | QST  | Quick Step-Innergetic       |
| 11-18   | RAB  | Rabobank                    |
| 21-28   | DSC  | Discovery Channel           |
| 31-38   | LAM  | Lampre-Caffita              |
| 41-47   | EUS  | Euskaltel-Euskadi           |
| 51-58   | JAC  | Chocolade Jacques-T Interim |
| 61-68   | NIC  | Navigators Insurance        |
| 71-78   | PHO  | Phonak Hearing Systems      |
| 81-88   | SDV  | Saunier Duval-Prodir        |
| 91-98   | LSW  | Liberty Seguros-Würth       |
| 101-107 | LAN  | Landbouwkrediet-Colnago     |
| 111-118 | CSC  | Team CSC                    |
| 121-128 | C.A  | Crédit Agricole             |

| Núm.    | Codi | Equip                            |
| ------- | ---- | -------------------------------- |
| 131-138 | COF  | Cofidis, le Crédit par Téléphone |
| 141-148 | BTL  | Bouygues Télécom                 |
| 151-158 | DVL  | Davitamon-Lotto                  |
| 161-168 | SDM  | Domina Vacanze                   |
| 171-178 | IBA  | Illes Balears-Caisse d'Epargne   |
| 181-188 | GST  | Gerolsteiner                     |
| 191-198 | FAS  | Fassa Bortolo                    |
| 201-208 | TBL  | Team Barloworld-Valsir           |
| 211-218 | TMO  | T-Mobile Team                    |
| 221-228 | FDJ  | FDJ                              |
| 231-238 | MRB  | MrBookmaker.com                  |
| 241-248 | LIQ  | Liquigas-Bianchi                 |

## Classificació final
|    | Cilista                  | Equip           | Temps      |
| -- | ------------------------ | --------------- | ---------- |
| 1  | Nico Mattan (BEL)        | Davitamon-Lotto | 4h 53' 07" |
| 2  | Joan Antoni Flecha (CAT) | Fassa Bortolo   | + 2"       |
| 3  | Daniele Bennati (ITA)    | Lampre-Caffita  | + 9"       |
| 4  | Fabian Cancellara (SUI)  | Fassa Bortolo   | + 9"       |
| 5  | Thor Hushovd (NOR)       | Crédit Agricole | + 9"       |
| 6  | Baden Cooke (AUS)        | FDJ             | + 16"      |
| 7  | Tom Steels (BEL)         | Davitamon-Lotto | + 18"      |
| 8  | Simone Cadamuro (ITA)    | Domina Vacanze  | + 18"      |
| 9  | Erik Zabel (GER)         | T-Mobile Team   | + 18"      |
| 10 | Stuart O'Grady (AUS)     | Cofidis         | + 18"      |